# Szárnyas oltár

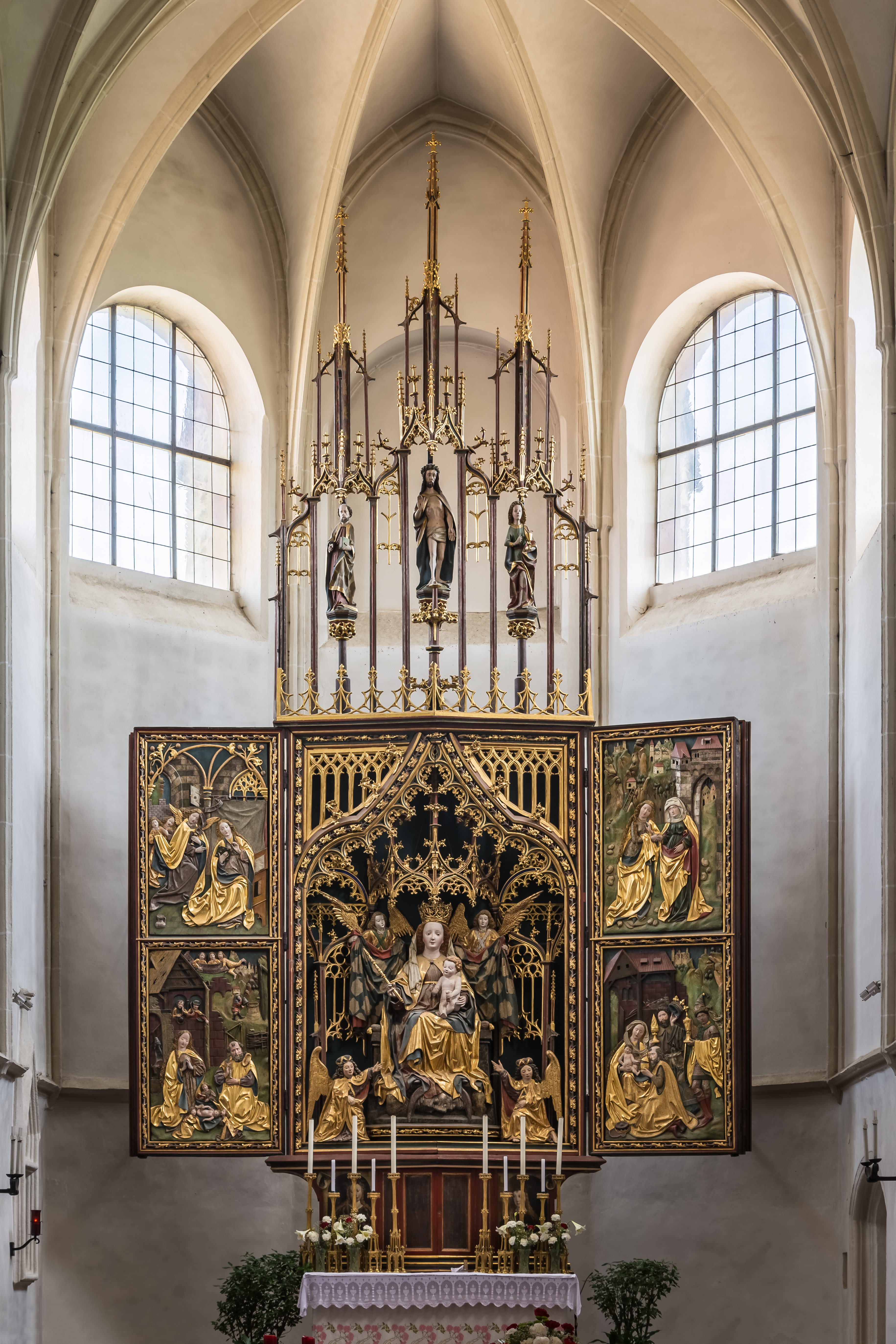
A Maria Laach-i kegytemplom szárnyas oltára (Maria Laach am Jauerling, Alsó-Ausztria)

A szárnyas oltár olyan templomi oltár, amelynek felépítménye, a retabló, behajtható oldalszárnyakkal van ellátva.

## Részei, kialakítása
Középső része az oltárszekrény, amelyet gyakran szobrok díszítenek. Alatta általában fölfelé szélesedő predella kapcsolja össze az oltár menzáját és a szekrényt; a predellán gyakran faragott vagy festett figurákat is láthatunk. A kétoldalt nyitható szárnyak (1-1, kivételesen 2-2 pár) külső oldalán általában festett képek vannak, a belső oldalán többnyire képek, vagy domborművek, esetleg kisméretű szobrok. 
A szekrényt miniatűr építészeti tagokból, főleg tornyocskákból álló oromzat koronázza. Ezen gyakran még szobrok is állnak. Az oltár egyes részeit előszeretettel aranyozzák és gondosan, de nem naturalisztikusan festik.

## Fajtái
- A szárnyasoltár (csonka, szárnyatlan) archetipusa: a monoptichon
- A mindössze két, behajtható táblából álló (szekrény nélküli) oltár a diptichon.
- A leggyakoribb típusú szárnyas oltár a triptichon a szekrény mindkét oldalán egy-egy behajtható táblával.
- A poliptichonnak a szekrény mindkét oldalán több (2–4) táblája van.
- Az oltárok szárnyai általában egyszintes elrendezésűek, de előfordulnak többszintesek is.

## Története
Kialakulása a 14. század környékére tehető. Gyorsan népszerűvé vált és elterjedt; főleg a Német-római Birodalomban és a vele határos területeken. Virágkorát a 15. században és a 16. század elején élte; a gótika kedvenc oltártípusa volt.

## Szimbolikája
Advent és nagyböjt idején a bezárt szárnyak az isteni titkokat jelenítik meg, az ünnepi időszakokban kinyitott szárnyak pedig a kinyilatkoztatást.
Feltételezhető, hogy a szárnyas oltárokat felváltó (vagy azokkal egykorú) stabil építésű és tartalmú retabló tette szükségessé a német nyelvterületen elterjedt Fastentuch (böjti lepel) használatát.

## Szárnyas oltárok a történelmi Magyarországon
„.....A mozgatható szárnyakkal ellátott, szobrokkal, domborművekkel vagy festményekkel díszített retabulumok a gótikus művészetben alakultak ki, Magyarországon a 15. század elején kezdtek elterjedni. Legszebb korai példájuk Kolozsvári Tamás garamszentbenedeki oltára. A fából készült szárnyas oltárok mérete a 15. században egyre nagyobb lett, a tisztán festészeti vagy szobrászati díszek összekapcsolódtak, és egyetlen nagy egészbe olvadtak, melyet hatalmas architektonikus szerkezet tartott össze. A szárnyas oltárnak alapvetően két nézete van: nyitott állapotában a középső, fülkékre osztott, ún. oltárszekrényben általában a templom patrónusszentjeinek szobrai állnak. Őket veszik körül két oldalról a festett vagy domborműves díszítésű szárnyak, melyek a szentek legendáit beszélik el. Ezek hátoldalán, a csukott állapotban látható szárnyakon a középső rész témájához lazábban kapcsolódó jelenetek láthatók. A szárnyas oltár alsó, talapzati része a predella, felső, díszes, áttört faragású koronázó része pedig az oromzat....”

## Galéria

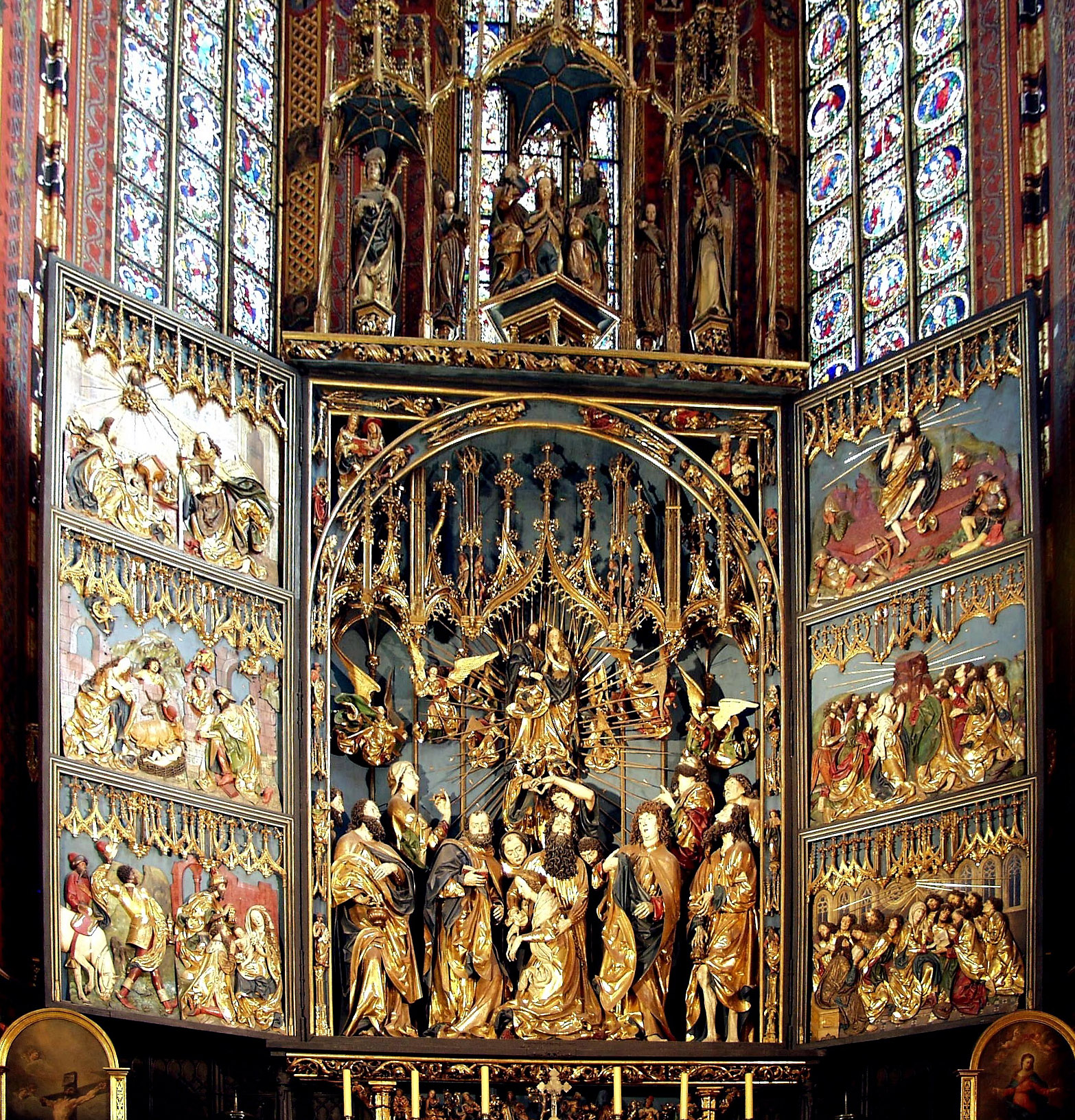
A krakkói Szűz Mária-templom szárnyas oltára
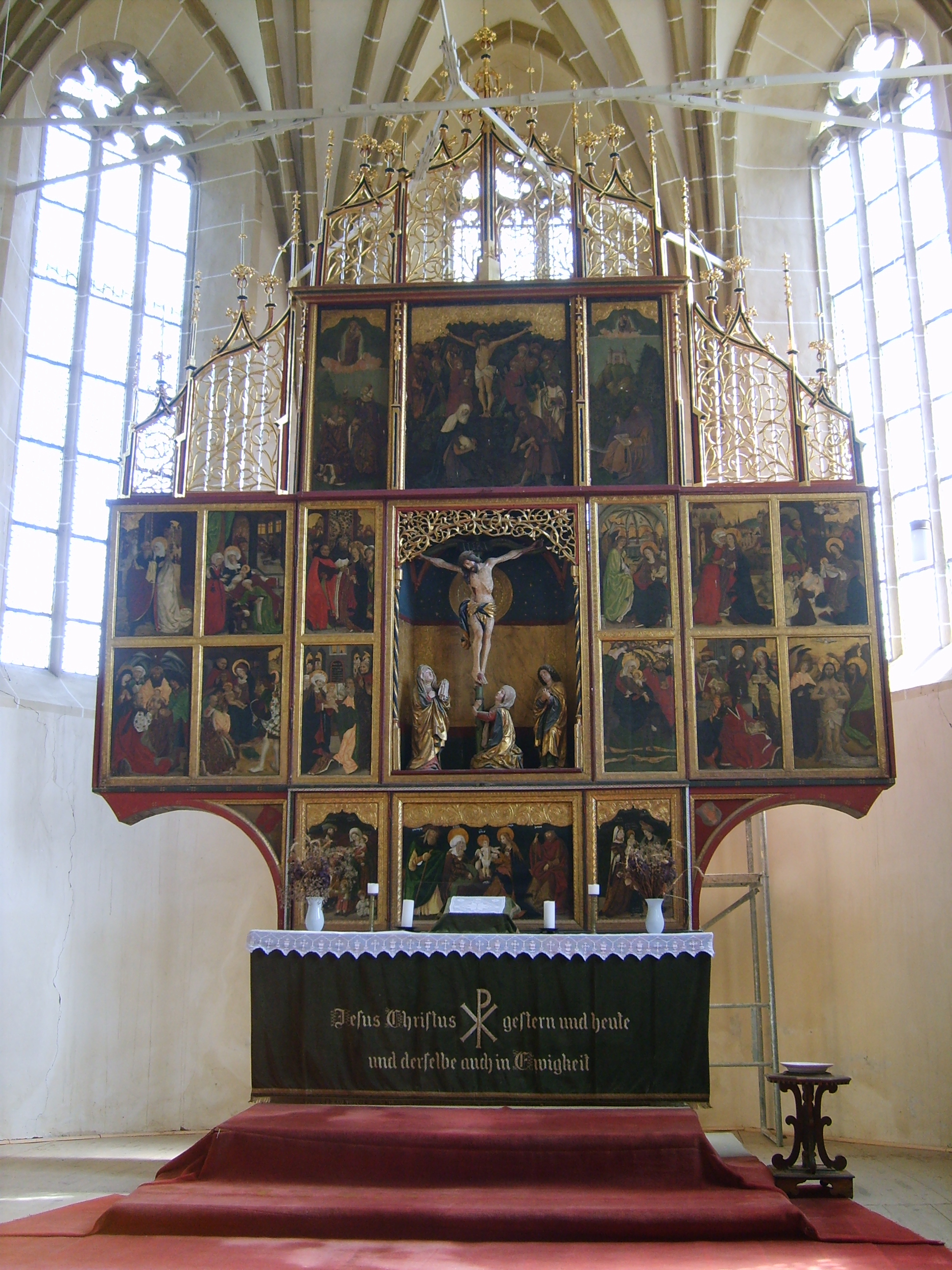
A berethalmi erődtemplom szárnyas oltára
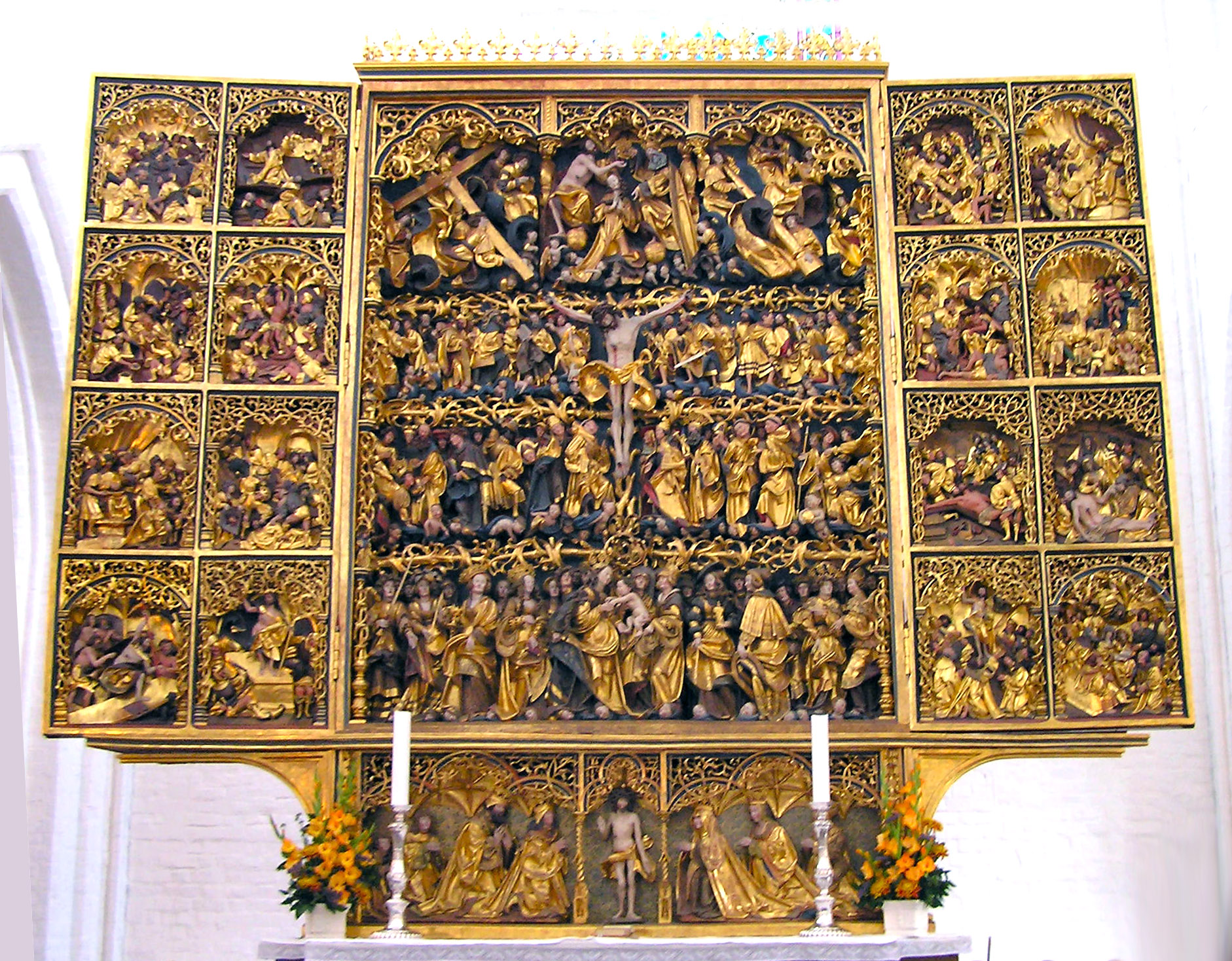
A János dán király családtagjait ábrázoló szárnyasoltár az odensei Szent Kanut-székesegyházban
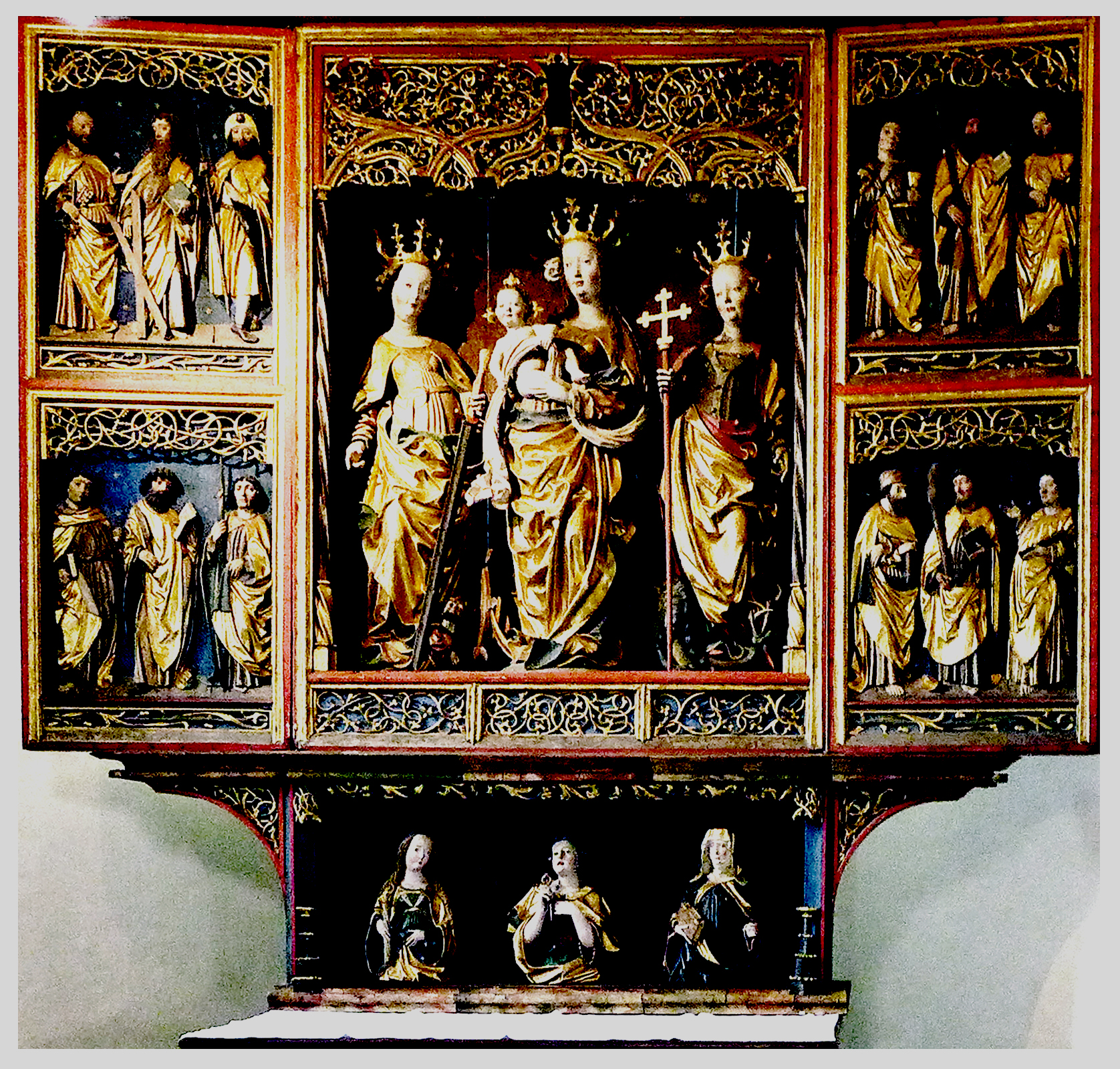
Az ossiachi plébániatemplom szárnyas oltára (F.: KT)
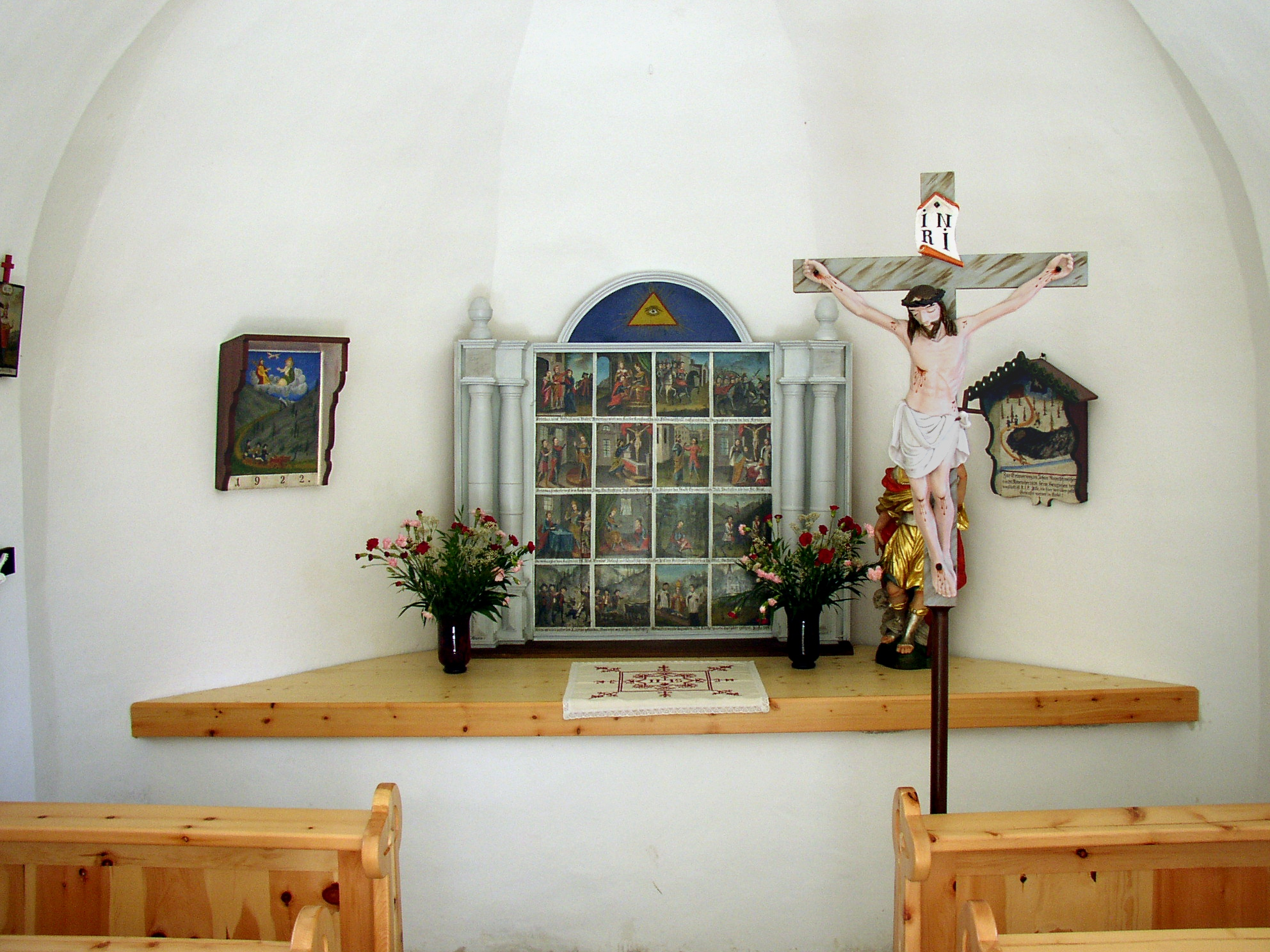
A heiligenbluti Briccius-kápolna monoptikonja
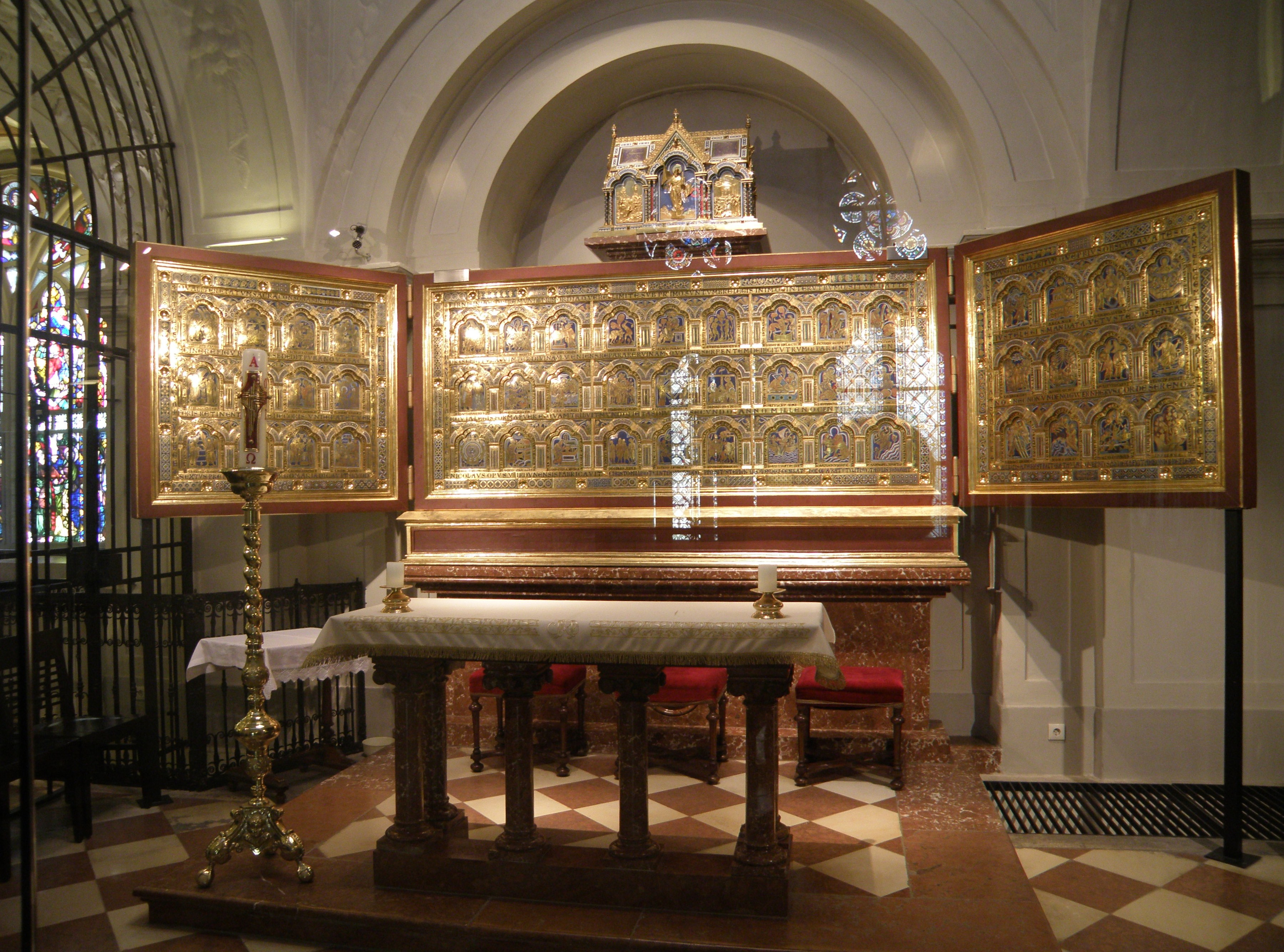
A „verduni oltár” Klosterneuburgban
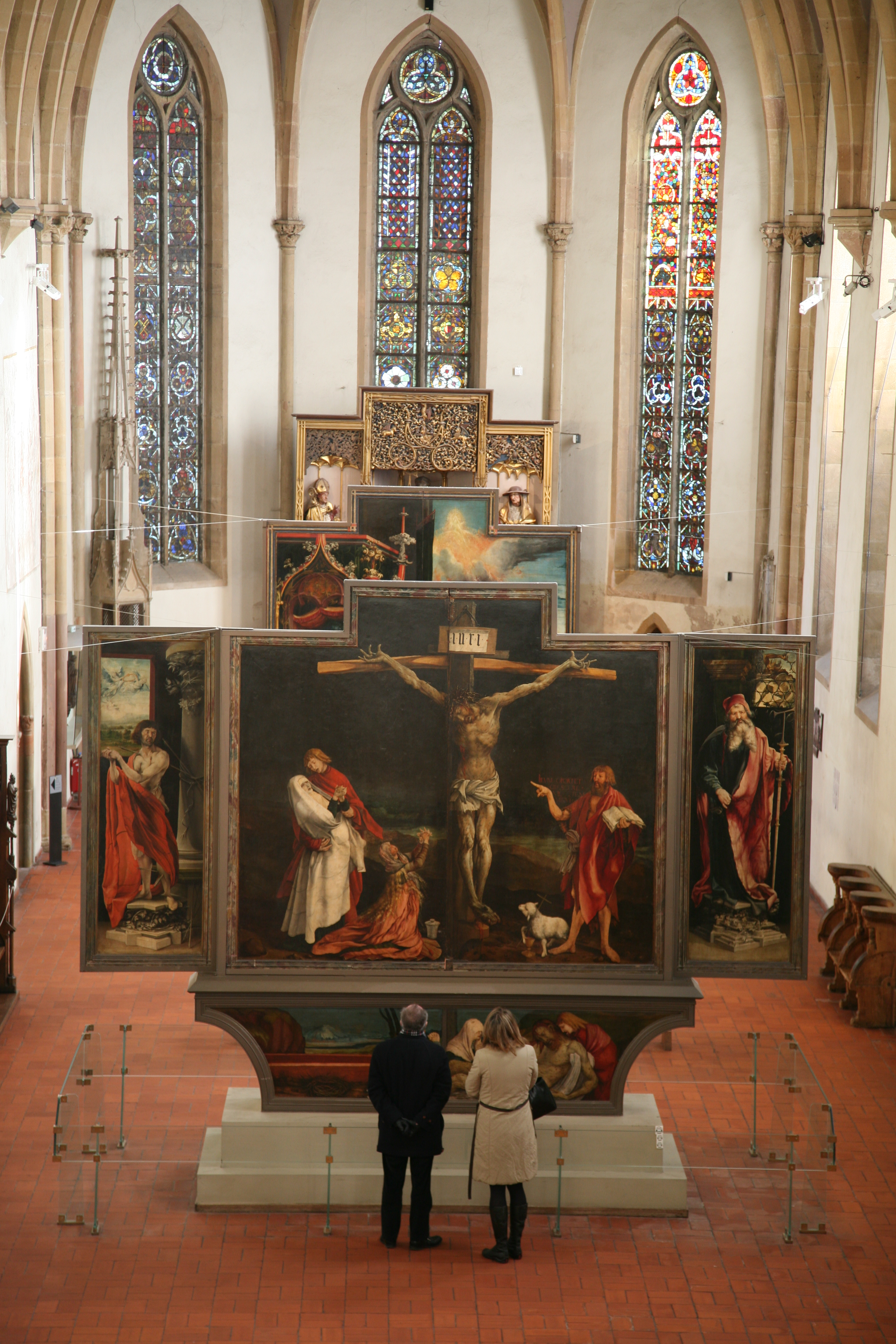
Az isenheimi szárnyas oltár (Musée d'Unterlinden, Colmar)